# Roser Gonzàlez i Duarte
Roser Gonzàlez i Duarte (Barcelona, 26 de enero de 1945-18 de junio de 2025) fue una genetista española, pionera en el diagnóstico de patologías hereditarias oculares y distrofias de la retina. Fue la fundadora y directora de DBGen, empresa puntera en el diagnóstico genético de patologías oculares, y catedrática de la Universidad de Barcelona (UB).

## Trayectoria
Gonzàlez se licenció en Ciencias Químicas por la UB en 1967, tras lo cual se doctoró en Biología en el Departamento de Genética de la misma universidad en 1972. Seguidamente, realizó una estancia posdoctoral de dos años en el Departamento de Biología Molecular de la Universidad de Edimburgo. A su regreso a España, en 1974, comenzó su carrera docente como profesora interina del Departamento de Genética de la Universidad de Barcelona, en la que introdujo la materia de Genética Molecular en la Facultad de Biología. En 1988 consiguió la cátedra de Genética que sigue ocupando desde entonces.
Sus líneas de investigación inicialmente se centraron en la bioquímica y evolución de los genes y proteínas encargados de metabolizar los alcoholes en Drosophila y se orientaron posteriormente a la genética molecular humana, con la identificación y caracterización funcional de genes causativos de enfermedades hereditarias de la retina. Fue jefa de unidad del CIBERER (Centro de Investigación Biomédica en Red de Enfermedades Raras) desde 2006-2017). En enero de 2018, cofundó DBGen Ocular Genomics, una empresa formada por un grupo de 5 científicos, especializada en el diagnóstico genético de patologías hereditarias oculares mediante técnicas de secuenciación de nueva generación (NGS) –técnicas que han permitido identificar más de 500 genes causantes de ceguera hereditaria, que afectan aproximadamente 1 persona de cada 3.000 (alrededor de 4 millones de personas en el mundo. –. Su grupo desarrolló primero el Chip-DR, de análisis de co-segregación mediante marcadores genéticos tipo SNP (poliformismos de un único nucleótido) para identificar los genes candidatos causativos en familias con afectos y, más tarde, con el advenimiento de las técnicas de secuenciación masiva, usó su conocimiento para interpretar variantes genéticas no identificadas previamente y así, proporcionar diagnóstico genético tanto a pacientes como familias que no habían sido diagnosticados mediante las técnicas convencionales.
Gonzàlez-Duarte publicó alrededor de 160 artículos en revistas científicas de renombre internacional (que han recibido más de 6000 citaciones en conjunto), dirigió una veintena de tesis doctorales y fue investigadora principal de más de 60 proyectos de investigación. 
Respecto a cargos de gestión universitaria y académica, fue directora del Departamento de Genética durante 12 años, en distintas épocas. También fue presidenta de la Sociedad Española de Genética entre 1994 y 1998. Fue miembro del Observatorio de Bioética y Derecho, miembro fundadora de la Comissió de Bioètica de la Universitat de Barcelona, Presidenta de la Comisión de Evaluación de la Investigación de Ciencias de la Vida de la  Agencia para la Calidad del Sistema Universitario de Catalunya (AQU, 2007-2012), Tesorera de la Junta Directiva de la Asociación de Mujeres Investigadoras y Tecnólogas, AMYT, directora del grupo de investigación de Genética Molecular del Departamento de Genética de la UB desde 1988 y responsable de la unidad de diagnóstico genético del Instituto de Microcirugía Molecular (IMO), durante varios años.
Recibió en 2022 el Premio Leandre Cervera de Trayectoria profesional de la Societat Catalana de Biologia por su extensa carrera académico-científica, y en 2023, fue designada Colegiada de Honor por el Col·legi de Biòlegs de Catalunya (CBC).